# Eduard Hanauer
Johann Josef Eduard Hanauer (* 18. März 1829 in Zweibrücken; † 30. April 1893 in Berlin) war ein deutscher Jurist und Politiker.

## Leben
Der Sohn eines Appellationssgerichtsrates arbeitete ab 1873 als Staatsanwalt in München. Zwei Jahre später wurde er in den Rang eines Geheimen Oberregierungsrates erhoben, später zum vortragenden Rat im Reichskanzleramt und zum Direktor des Reichsjustizamtes ernannt. Die Leitung des letzteren übernahm er am 2. April 1892 als Staatssekretär, starb aber bereits ein Jahr später.
Hanauer war auch Mitglied der zweiten Kommission, die das Bürgerliche Gesetzbuch ausarbeitete.
Eduard Hanauer starb am 30. April 1893 im Alter von 64 Jahren in Berlin. Die Beisetzung erfolgte am 3. Mai 1893 auf dem  Alten Friedhof der St.-Marien- und St.-Nikolai-Gemeinde an der Prenzlauer Allee.